# Darapsa brodiei
Darapsa brodiei är en fjärilsart som beskrevs av Clark 1929. Darapsa brodiei ingår i släktet Darapsa och familjen svärmare. Inga underarter finns listade i Catalogue of Life.